# Cifra melódica
Cifra Melódica é um sistema de notação musical usado para indicar através de letras e símbolos gráficos as notas musicais a serem executadas por um instrumento melódico. (como por exemplo um saxofone, uma flauta ou um violino). As cifras melódicas são utilizadas tanto para música popular como erudita e outros estilos musicais. Podem estar acompanhadas da letra da música ou não.
A cifra melódica indica ao músico as notas que devem ser executadas para tocar a melodia da música, mas não indica os tempo das notas nem o ritmo da música. Estes itens devem ser previamente conhecidos pelo músico. Só é possível tocar uma música usando cifra melódica se o músico já ouviu ela antes, se conhece os tempos e os ritmos de cabeça. A cifra melódica irá indicar apenas as notas, assim como nas cifras de violão e teclado, onde é necessário conhecer a música que se quer tocar para usar a cifra. A cifra melódica não substitui a partitura, geralmente é uma simplificação, tecnicamente uma mera transcrição da partitura.

## História
A utilização de cifras melódicas é recente e as padronizações aqui propostas foram compiladas pelo analista de sistemas Jimmy Christyan Weinschütz, que se propôs a criar um repositório gratuito de cifras melódicas padronizadas na internet e que hoje é o sistema mais difundido e utilizado no Brasil, com milhares pessoas usando este padrão.
Desde de o início da internet vários usuários já estavam escrevendo notas musicais das melodias e compartilhando em redes sociais, porém, cada utilizando seu próprio sistema de notação. O uso aqui descrito é o formato mais utilizado e que foi padronizado pelo analista de sistemas acima citado.

## Forma atual
As notas são representadas pelo seu nome (do, re, mi, fa, sol, la, si)  sem acentuação. As notas com acidente tem um acréscimo do sinal # para sustenido (do#, re#, fa#, sol#, la#) e da letra 'b' sempre na forma minúscula para os bemois (reb, mib, solb, lab, sib).
As notas devem ser escritas de forma minúscula (do, re, mi, fa, sol, la, si) para indicar as notas graves do instrumento, e devem ser escritas de forma maiúscula (DO, RE, MI, FA, SOL, LA, SI) para indicar as notas agudas, uma oitava acima das notas graves.
Quando as notas agudas possuem acidente em bemol, a letra b deve permanecer minúscula (REb, MIb, SOLb, LAb e SIb).
| oitava                | notas                 |
| --------------------- | --------------------- |
| primeira (naturais)   | do re mi fa sol la si |
| primeira (sustenidos) | do# re# fa# sol# la#  |
| primeira (bemois)     | reb mib solb lab sib  |
| segunda (naturais)    | DO RE MI FA SOL LA SI |
| segunda (sustenidos)  | DO# RE# FA# SOL# LA#  |
| segunda (bemois)      | REb MIb SOLb LAb SIb  |

### Padrão de Cores da Cifra Melódica

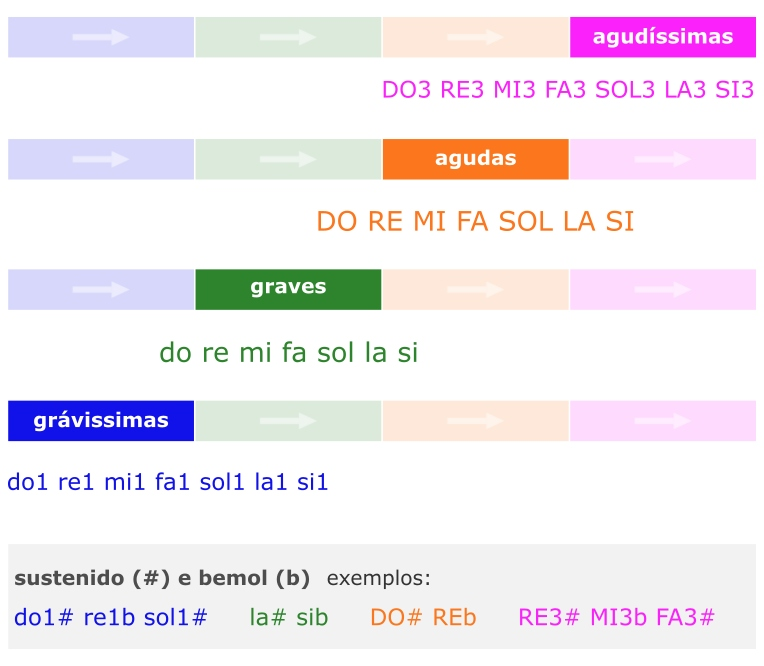
Padrão de cores e notas da cifra melódica.